# Frontera entre Anglaterra i el País de Gal·les
La frontera entre Anglaterra i el País de Gal·les (y ffin rhwng Cymru a Lloegren gal·lès) és la frontera entre ambdós països constituents del Regne Unit. Té una extensió de 257 kilòmetres, des de l'estuari del Dee, al nord, a l'estuari del Severn al sud. Ha seguit a grans trets la mateixa línia des del segle viii, i en part la de la muralla d'Offa; la frontera moderna es va fixar en 1536, quan els antics Marcher Lords que ocupaven la zona fronterera van ser abolits i es crearen les fronteres dels nous comtats.
La frontera administrativa de Gal·les es va confirmar per la Llei de govern local de 1972. La qüestió de si Monmouthshire era part de Gal·les, o un comtat anglès tractat per la majoria de propòsits com si fos gal·lès, va ser resolta per la Llei de 1972, que el va incloure a Gal·les.

## Geografia

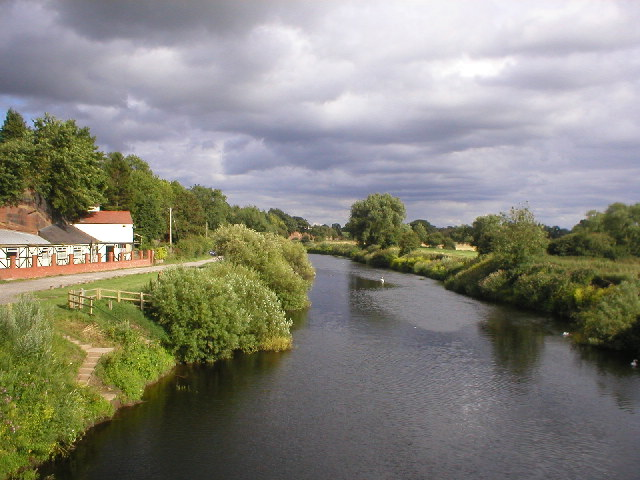
El riu Dee marcant la frontera entre Anglaterra i Gal·les entre Holt i Farndon

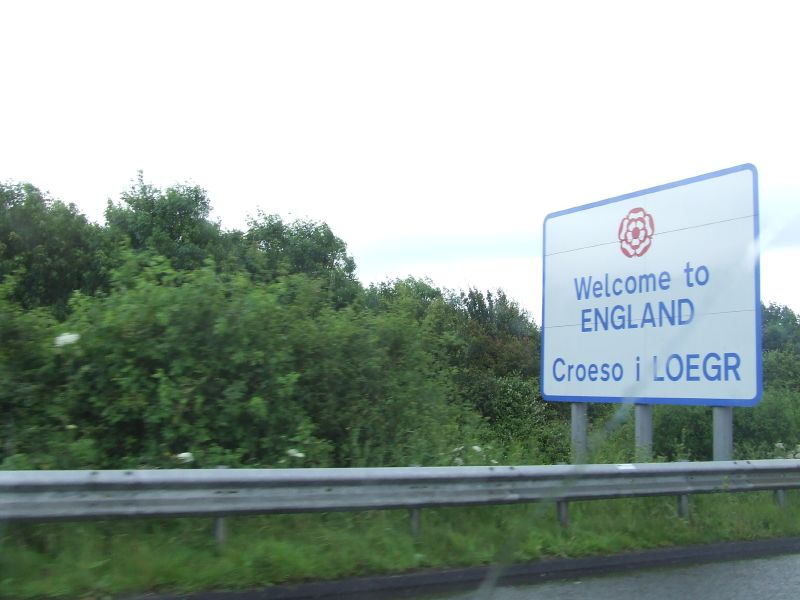
Senyal bilingüe "Benvinguts a Anglaterra"

L'actual frontera entre Gal·les i Anglaterra s'estén des dels saladars de l'estuari del Dee adjacents a la península de Wirral, a través de terrenys guanyats al riu Dee a Saltney just a l'oest de Chester. Després retorna al sud per incloure dins d'Anglaterra una zona al sud-oest de Chester, abans de reunir-se amb el Dee i després vira a l'est del riu per incloure dins de Gal·les una àmplia zona coneguda com a Maelor, ex enclavament de Flintshire, entre Bangor-on-Dee (a Gal·les) i Whitchurch (a Anglaterra). Tornant al riu Dee cap a Chirk, la frontera fa bucles a l'oest, seguint la muralla d'Offa durant aproximadament 3 kilòmetres, i també dins d'Anglaterra, la ciutat d'Oswestry, abans d'arribar al riu Vyrnwy a Llanymynech. Segueix el Vyrnwy a la seva confluència amb el riu Severn, i continuant cap al sud llavors, s'aixeca sobre Long Mountain a l'est de Welshpool. A l'est de Montgomery, la frontera de nou segueix la línia de la muralla d'Offa durant aproximadament 3 kilòmetres, abans de fer un bucle cap a l'est per incloure dins de Gal·les una àmplia zona prop Churchstoke. A continuació, corre cap a l'oest del riu Teme, i segueix el riu cap al sud-est a través de Knighton abans de girar al sud cap al riu Lugg a Presteigne, que es troba a Gal·les .
La frontera continua cap al sud a través dels turons del riu Wye i segueix el riu aigües amunt fins a Hay-on-Wye, al costat gal·lès de la frontera. Continua que cap al sud i s'eleva a través de les Black Mountains, arran de Hatterall Ridge passat Llanthony al cantó gal·lès i a Longtown al costat anglès, per arribar al riu Monnow a prop de Pandy. Llavors en general segueix el riu, passats Pontrilas (a Anglaterra) i Skenfrith (a Gal·les) cap a Monmouth, girant cap a l'est per incloure a la pròpia ciutat i una zona circumdant dins de Gal·les. A Redbrook, la frontera torna a seguir el Wye, i segueix el riu cap al sud, més enllà de Tintern i Chepstow al costat gal·lès, fins a la confluència amb el Severn al pont del Severn. La frontera contínua després cap a l'estuari dle Severn fins al Canal de Bristol, amb la petita illa de Flat Holm administrada com a part de Gal·les i l'illa veïna de Steep Holm com a part d'Anglaterra.

### Frontera administrativa
La frontera passa entre Flintshire, Wrexham, Powys, i Monmouthshire a Gal·les i Cheshire West and Chester, Shropshire, Herefordshire, i Gloucestershire a Anglaterra.
Hi ha nombrosos llocs on la frontera corre al llarg del centre d'un carril o carrer, el que fa que un d'un costat del carrer estigui a Gal·les i el que està a l'altre costat estigui a Anglaterra. Alguns exemples notables són Boundary Lane a Saltney i el carrer principal de Llanymynech.

## Història

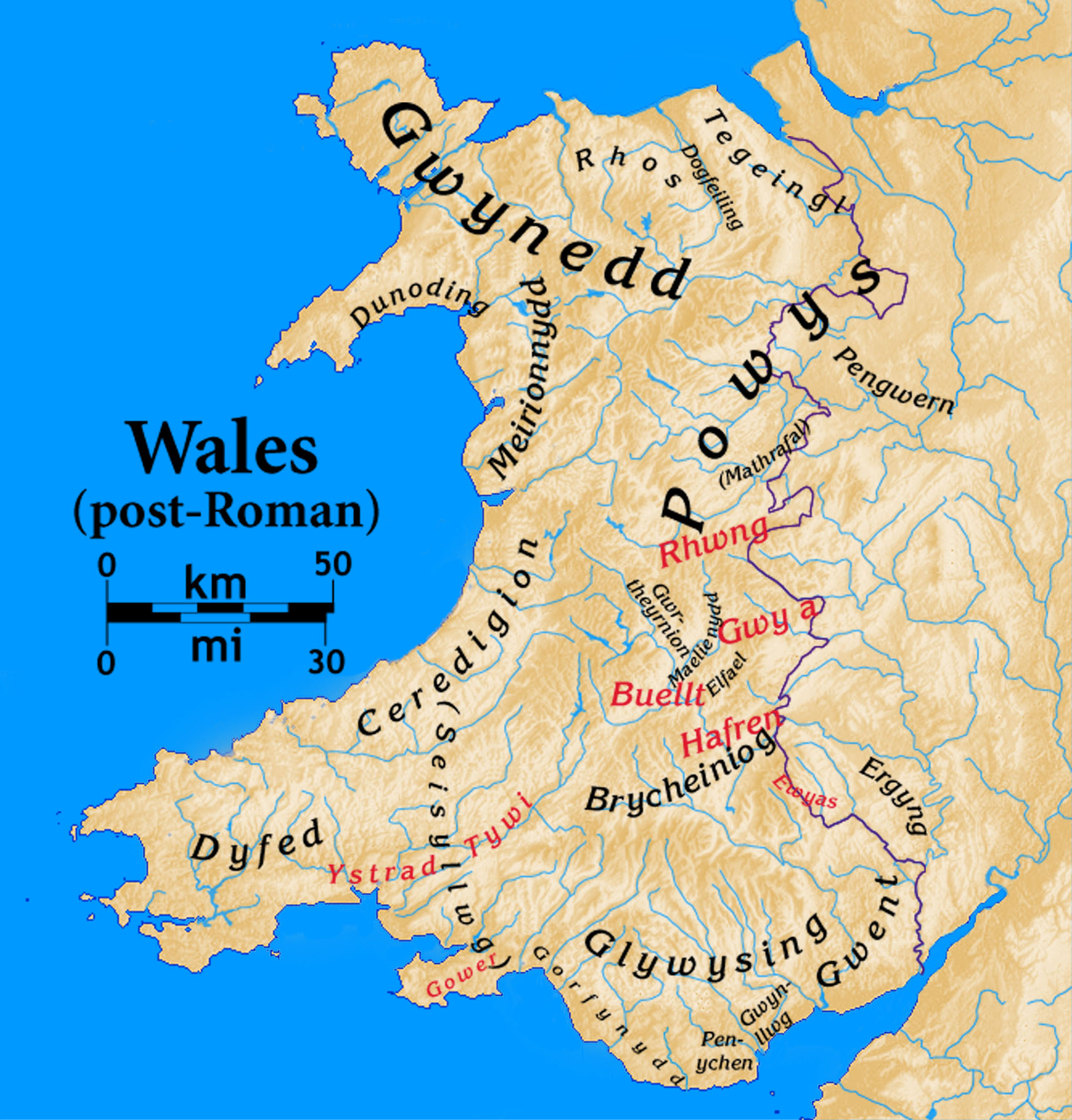
Regnes o tribus gal·lesos post-romans. La frontera actual amb Anglaterra és en porpra.

### Orígens
Abans i durant l'ocupació romana de Britànnia tots els habitants nadius de l'illa (que no fossin les tribus pictes/caledònies del que avui és el nord d'Escòcia i exceptuant el Lloegyr del Gran sud-est d'Anglaterra) parlaven llengües britàniques, una subfamília de les llengües cèltiques insulars, i eren considerats com a britans. La clara divisió geogràfica entre les zones muntanyoses del sud de la Gran Bretanya i les àrees generals més baixes es reflectien en el patró de l'ocupació romana. Les principals bases militars romanes pel control del que esdevindria Gal·les es trobava entre muntanyes a Deva (Chester), Viroconium (Wroxeter, vora Shrewsbury), i Isca Augusta (Caerleon, vora Newport), totes situades prop de la frontera nacional posterior.
Quan marxaren les guarnicions romanes cap el 410, les diverses parts de Britànnia foren deixades per governar-se i defensar-se elles mateixes. La regió occidental, més tard País de Gal·les, s'havia convertit al cristianisme en gran part, i aviat va comprendre un cert nombre de regnes separats, el més gran el de Gwynedd al nord-oest i el de Powys a l'est. Powys coincidia aproximadament amb el territori de la tribu celta dels cornovis la civitas o centre administratiu dels quals durant el període romà era a Viroconium. Gwynedd, en el punt més alt de la seva potència, es va estendre fins a l'estuari del Dee. A poc a poc, a partir del segle V endavant, les tribus paganes de l'Est, com els angles i saxons, conqueriren l'est i sud de Britànnia, que més tard esdevindria Anglaterra.
Al sud, el gal·lès regne de Gwent cobria aproximadament la mateixa àrea que els silurs pre-romans, tradicionalment l'àrea entre els rius Usk, Wye i l'estuari del Severn. Va estar centrat en diferents vegades a Venta (Caerwent), del qual en deriva el seu nom, i Isca Augusta (Caerleon). Generalment Gwent era aliat, i varies vegades unit, amb el petit regne gal·lès d'Ergyng, centrat a l'actual sud de Herefordshire a l'oest del Wye (i deriva el seu nom de la ciutat romanda d' Ariconium); i el regne més gran de Glywysing a l'actual Glamorgan. El nom Glywysing podria indicar que va ser fundat per un brità nadiu de Glevum (Gloucester).

Pobles del sud de Britànnia, circa 600 AD

La batalla del Mont Badon, circa 500, podria haver-se produït vora Bath entre els britans, els vencedors, i els anglosaxons que intentaven d'arribar a l'estuari del Severn, però tant la data com la ubicació són incertes i podria ben bé haver estat a Somerset o Dorset. No obstant això, és més segur que el regne anglosaxó de Wessex va sorgir en els segles vi i vii a la vall superior del Tàmesis, àrees de Cotswolds i Hampshire. En 577 els anglosaxons van guanyar la batalla de Deorham al sud de Cotswolds, i va permetre a Wessex estendre el seu control sobre l'estuari de Severn i les ciutats de Gloucester, Cirencester, i Bath. Això va tallar la relació terrestre entre els britans de Gal·les i Dumnonia, a la península sud-oest. Pel voltant del 600, però, l'àrea de la moderna Gloucestershire a l'est del Severn, així com la majoria de Worcestershire era controlat per un altre grup, els Hwicce, que podrien haver sorgit dels matrimonis mixtes entre famílies anglosaxones i britanes, possiblement els successors dels preromans Dobunni. Els Hwicce va quedar sota l'hegemonia de Mèrcia.
En la batalla de Chester en 616, les forces de Powys i altres regnes britans aliats foren derrotats per Northumbria sota Æthelfrith. Això va separar els britans de Gal·les dels del Nord d'Anglaterra, inclosa Lancashire, Cúmbria, i sud-oest d'Escòcia, una àrea coneguda com a "Yr Hen Ogledd" o "l'antic Nord". En unes poques dècades, els gal·lesos es van involucrar en guerres més defensives contra el regne cada vegada més potent de Mèrcia, basat a Tamworth en l'actual West Midlands d'Anglaterra. La capital de Powys, Pengwern vora la moderna Shrewsbury, va ser conquerida per Oswiu de Northumbria en 656 quan s'havia convertit en senyor de Mèrcia. Aleshores Powys es va retirar de les zones baixes ara al sud de Cheshire, Shropshire i Herefordshire, qui era coneguda per poetes gal·lesos com "el paradís de Powys." Les àrees ocupades per grups anglosaxons que esdevingueren sub-regnes de Mèrcia, els Wreocensǣte o Wrekinset a la part nord de l'actual Shropshire, i els Magonsæte a la part sud. Més al sud, l'àrea nord-oest del Severn més coneguda posteriorment com el bosc de Dean sembla que va romandre en mans britanes (és a dir gal·leses) fins almenys 760.

### Muralla d'Offa

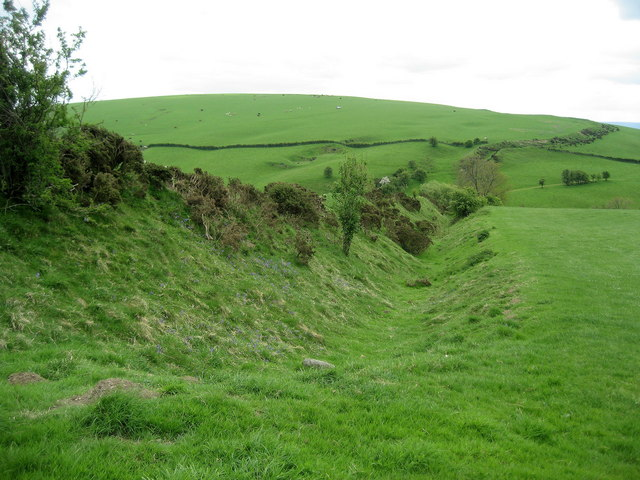
Muralla d'Offa vora Clun a Shropshire

Després de l'abdicació d'Ine de Wessex en 726, Æthelbald de Mèrcia va establir l'hegemonia de Mèrcia sobre els anglosaxons al sud del Humber. Tanmateix les campanyes de Powys contra Mercia van portar a la construcció del mur de Wat, una frontera de terra que s'estén des de la vall del Severn prop d'Oswestry al Dee a Basingwerk en el que seria Flintshire, potser per protegir les terres recentment adquirides. Després que Æthelbald fos assassinat en 757, es va produir una breu guerra civil a Mèrcia que va acabar en la victòria del seu cosí llunyà, Offa. Com a rei, va reconstruir l'hegemonia de Mèrcia sobre el sud d'Anglaterra a través de campanyes militars, i també va ordenar la construcció de la muralla d'Offa al voltant dels anys 770 i 780.
La muralla d'Offa és un moviment massiu de terra lineal de 20 metres d'amplada (inclosa la rasa envoltant) i de 2,4 metres d'alta. És molt més gran i més llarga que el de mur de Wat, però corren més o menys paral·lels. El mur de terra es va excavar amb el sòl desplaçat amuntegat en un banc al cantó de Mèrcia (Est), proporcionant una vista oberta a Gal·les i suggerint que era construït per Mercia per protegir-se contra atacs o incursions de Powys. L'escriptor de finals del segle ix Asser va escriure que Offa terroritzava tots els reis i províncies veïns i províncies del seu voltant, i ... tenia un gran dic construït entre Gal·les i Mercia de mar a mar. A la meitat del segle xx, Sir Cyril Fox va completar una important agrimensura de la muralla i va declarar que anava des del Dee al Severn, com Asser suggeria, però amb llacunes, especialment a l'àrea de Herefordshire, on les barreres naturals de forts rius o densos boscos proporcionaven una defensa suficient. Recerques més recents de David Hill i Margaret Worthington conclogueren que hi ha poques evidències que el mur s'estengués "de mar a mar," sinó que el terraplè construït per Offa s'estenia uns 103 kilòmetres entre Rushock Hill prop Kington a Herefordshire, i Treuddyn a Flintshire. Els terraplens al sud i nord més llunyà, en particular seccions amb vistes a la vall del Wye i a l'est del Wye a Beachley, podria, en la seva opinió, haver estat construït per a diferents propòsits en diferents moments, encara que els seus resultats són disputats.
La muralla d'Offa descansa en gran manera en la frontera entre gal·lesos i anglesos en segles posteriors. Al segle ix, el poder expansor de Mèrcia li va donar el control sobre Ergyng i la propera Hereford. El sistema de shires, que posteriorment va formar la base de l'administració local arreu d'Anglaterra i Gal·les, es van originar a Wessex, on es va establir durant el segle viii. Wessex i Mèrcia s'han convertit recentment en una aliança inestable, amb Wessex com a més fort. Segons Asser, els reis de Gal·les del Sud, com Hywel ap Rhys de Glywysing, va encomanar-se a Alfred el Gran de Wessex en 885. El fill d'Alfred Eduard el Vell també es va assegurar l'homenatge del gal·lesos, tot i que continuaven els disturbis esporàdics a la frontera. A principis del segle x, un document conegut com L'Ordenança referida als Dunsaete' registra procediments per tractar els conflictes entre anglesos i gal·lesos, i implica que les àrees a l'oest del Wye a Archenfield seguien sent culturalment gal·leses. Va indicar que els anglesos només havien de creuar cap al costat gal·lès, i viceversa, en presència d'un home nomenat que tenia la responsabilitat de fer segur que els estrangers siguin escortats estalvis cap als punts de pas. En 926, el successor d'Eduard Etelstan, "rei dels anglesos", va convocar els reis gal·lesos inclòs Hywel Dda de Deheubarth a una reunió a Hereford, i segons Guillem de Malmesbury establiren la frontera entre Anglaterra i Gal·les, en particular el disputat tram sud on s'especifica que el marge oriental del Wye hauria de formar la frontera.
Per la meitat del segle xi, la majoria de Gal·les s'havia unificat sota el rei de Gwynedd, Gruffudd ap Llywelyn. En 1055, va marxar sobre Hereford i va saquejar la ciutat. També es va apoderar de Morgannwg i del regne de Gwent, juntament amb importants territoris a l'est de la muralla d'Offa, i va arribar fins a Chester i Leominster. Va reclamar la sobirania sobre el conjunt de Gal·les, un reclam reconegut pels anglesos i l'historiador John Davies afirma que Gruffudd era l'únic rei gal·lès en governar a tot el territori de Gal·les. Tanmateix, després de la mort del seu poderós aliat, el comte Elfgar de Mèrcia i Ànglia Oriental, Harold i Tostig Godwinson es van aprofitar de la situació. Gruffudd fou setjat a Snowdonia i Gal·les fou invadit. En 1063, Gruffudd va ser assassinat pels seus propis homes. Harold va tornar les seves terres a molts dels prínceps gal·lesos, de manera que després de la mort de Harold a la batalla de Hastings, Gal·les es va dividir de nou sense un líder per resistir als normands.

### Marca de Gal·les

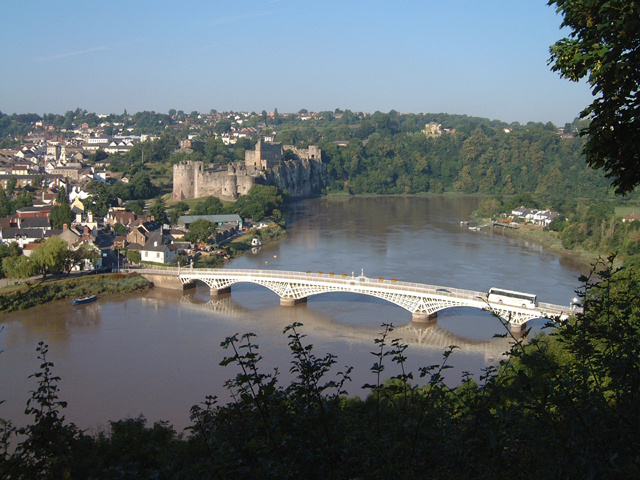
El riu Wye, el pont de 1816 i el castell de Chepstow. El riu fa de frontera entre Monmouthshire, Gal·les (esquerra) i Gloucestershire, Anglaterra (dreta)

Immediatament després de la conquesta normanda d'Anglaterra, el rei Guillem I d'Anglaterra va instal·lar un dels seus homes de major confiança, William FitzOsbern, com a comte de Hereford. Al 1071 havia començat la construcció del Castell de Chepstow, el primer castell de Gran Bretanya construït de pedra, prop de la desembocadura del Wye. Va servir com a base des d'on els normands van continuar expandint-se cap a l'oest a Gal·les del sud, establint un castell a Caerleon i extingint el regne gal·lès de Gwent. Guillem també va instal·lar Roger de Montgomerie a Shrewsbury i Hugh d'Avranches a Chester, creant un nou comtat expansionista en cada cas. Al Domesday Book de 1086, les terres normandes es registren a l'oest del Wye a Chepstow i Caldicot, als Gwent Levels (gal·lès Gwent Is-coed); al llarg de tot el nord-est de Gal·les fins a l'oest al riu Clwyd, una àrea coneguda pels gal·lesos com el "Perfeddwlad"; i a l'oest del la muralla d'Offa's Dyke, especialment a Powys on es va nomenar el nou castell de Montgomery.
Sens dubte el Domesday Book registra l'abast de la penetració anglesa a Gal·les. Això suggereix que la muralla d'Offa encara representava aproximadament la frontera entre Anglaterra i Gal·les. No obstant això, durant l'anarquia d'Esteve alguns prínceps gal·lesos hi van poder ocupar terres més enllà, com a Whittington (Shropshire) (vegeu castell de Whittington) i Maelor Saesneg, fins ara a Anglaterra. Aquestes terres van ser posades sota senyoria anglesa per Enric II d'Anglaterra, però es van convertir en marques, i així van formar part de Gal·les. Això va suposar una pèrdua de la dominació directa per la corona anglesa.
Durant els quatre segles següents, els senyors normands van establir, en la seva majoria, senyories petites, a vegades amb més de 150 anys, entre Dee i Severn i més a l'oest. Les dates precises i els mitjans de formació de les senyories van variar, igual que la seva mida. Centenars de castells petits, majoritàriament del tipus castell de mota i pati, van ser construïts a la zona fronterera durant els segles xii i xiii, predominantment pels senyors normands com a afirmacions de poder, així com defenses contra assaltants i rebels gal·lesos. Es van establir molts pobles nous a la zona, alguns com Chepstow, Monmouth, Ludlow i Newtown convertint-se en centres comercials reeixits, i van tendir a ser un focus d'assentament anglès. No obstant això, els gal·lesos van continuar atacant sòl anglès i van donar suport a les rebel·lions contra els normands.

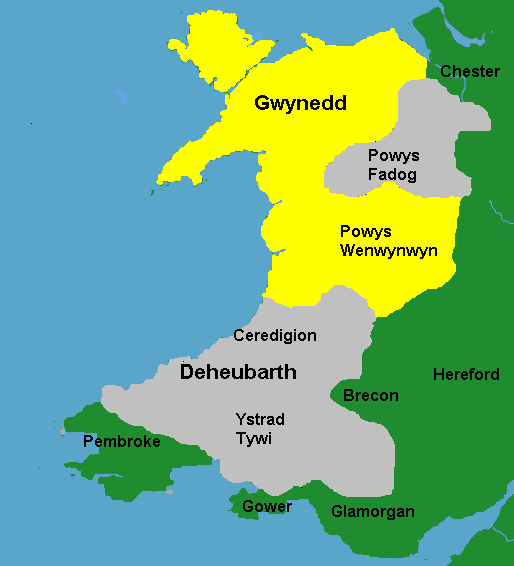
Gal·les el 1217. Groc: àrees governades directament per Llywelyn ab Iorwerth; Gris: àrees governades pels vassalls de Llywelyn. Tant el regne d'Anglaterra, com les marques de Gal·les, es mostren en verd.

Les Marques, o Marchia Wallia, eren en major o menor mesura independents tant de la monarquia anglesa com del Principat de Gal·les, que es mantenia a Gwynedd, al nord-oest del país. A principis del segle xii cobris les àrees que més tard es convertirien en Monmouthshire i en gran part de Flintshire, Montgomeryshire, Radnorshire, Brecknockshire, Glamorgan, Carmarthenshire. i Pembrokeshire. Alguns dels senyories, com Whittington, Clun, i Wigmore havien estat part d'Anglaterra en temps del Domesday, mentre que altres com el senyoriu de Powys van ser principats gal·lesos que van passar per matrimoni a mans dels barons normands. En termes eclesiàstics, les antigues diòcesis de Bangor i de St Asaph al nord, i St. David i Llandaff al sud, van definir col·lectivament una àrea que incloïa tant el Principat com la Marca, i va coincidir estretament amb les definicions posteriors de Gal·les.
El Principat de Gal·les (gal·lès Tywysogaeth Cymru) va cobrir les terres governades directament pel Príncep de Gal·les i va ser fundat formalment en 1216 i posteriorment reconegut pel tractat de Worcester de 1218 entre Llywelyn ab Iorwerth, príncep de Gwynedd, i el rei Joan d'Anglaterra. Abastant dos terços del Gal·les modern, el principat va funcionar com una entitat independentment eficaç des del regnat de Llywelyn fins a 1283 (encara que va experimentar un període de contracció durant la primera part del regnat de Dafydd ap Llywelyn a la dècada de 1240, i de nou durant alguns anys des del començament del govern de Llywelyn ap Gruffudd en 1246). La seva independència es va caracteritzar per una jurisprudència jurídica separada basada en les lleis ben establertes de Cyfraith Hywel i per la cada vegada més sofisticada cort de la dinastia Aberffraw.
A l'Estatut de Rhudlan de 1284 el va seguir la conquesta del Principat per Eduard I d'Anglaterra. Va assumir les terres dels prínceps de Gwynedd sota el títol de "Príncep de Gal·les", "com a part legal de les terres d'Anglaterra, i va establir comtats (shire) sobre el model anglès a aquestes àrees. El Consell de Gal·les, fundat al castell de Ludlow, també es va establir al segle xv per governar l'àrea.

### Formació d'"Anglaterra i Gal·les" i límits dels comtats
Tanmateix, les Marques van romandre fora del sistema de shire, i almenys nominalment fora del control de la monarquia anglesa, fins que les primeres Lleis a la Lleis de Gal·les va ser introduïda en 1535 sota Enric VIII d'Anglaterra. Aquesta, i una altra Llei de 1542, va tenir l'efecte d'annexionar Gal·les al regne d'Anglaterra i crear una única jurisdicció estatal i jurídica, comunament coneguda com a Anglaterra i Gal·les. Els poders de les senyories de la Marca van ser abolits, i les seves àrees van formar nous comtats, o es van unir als ja existents.
En aquest punt, la frontera entre Anglaterra i Gal·les, que ha existit des de llavors, fou fixada efectivament. A les zones frontereres es van crear cinc nous comtats: Denbighshire, Montgomeryshire, Radnorshire, Brecknockshire i Monmouthshire, i Flintshire va obtenir un territori addicional. No obstant això, diverses senyories de la Marca van ser incorporades íntegrament o parcialment als comtats anglesos. Les senyories de Ludlow, Clun, Caus i part de Montgomery van ser incorporades a Shropshire; i Wigmore, Huntington, Clifford i la major part d'Ewyas foren incloses a Herefordshire. Segons John Davies:
| « | Així es va crear la frontera entre Gal·les i Anglaterra, una frontera que ha sobreviscut fins avui. No seguia l'antiga línia de la muralla d'Offa ni la frontera oriental de les diòcesis gal·leses; excloïa districtes com Oswestry i Ewias, on la llengua gal·lesa continuaria parlant-se durant segles, districtes que no seria totalment fantàstic considerar Cambria irredenta. Tanmateix, com que el propòsit de l'estatut consistia a incorporar Gal·les a Anglaterra, la ubicació de la frontera gal·lesa era irrellevant als propòsits dels seus autors. | » |

Una llei del Parlament de 1844 va abolir més endavant diversos enclavaments. Un d'aquests, Welsh Bicknor, era un exclavament de Monmouthshire entre Gloucestershire i Herefordshire.

### Monmouthshire
Encara que Monmouthshire va ser inclòs en la legislació del segle xvi, va ser tractat de forma anòmala, amb el resultat que la seva condició legal com a comtat de Gal·les va caure en certa ambigüitat i dubtes fins al segle xx. Va ser omès de la segona llei d'Unió, que va establir el Tribunal de Grans Sessions a Gal·les, i, com els shires anglesos, se'ls va atorgar dos Cavallers de Comtat, en comptes d'un com en altres llocs de Gal·les. No obstant això, en termes eclesiàstics, gairebé tot el comtat es va mantenir dins de la Diòcesi de Llandaff, i la majoria dels seus habitants parlaven a l'època gal·lès. A la fi del segle xvii sota Carles II d'Anglaterra es va sumar al circuit d'Oxford de les Assizes angleses, després de la qual, segons l'Encyclopædia Britannica (edició de 1911), gradualment va anar sent "considerat com un comtat anglès". Sota aquesta interpretació, la frontera entre Anglaterra i Gal·les va passar per la vall del riu Rhymney River, al llarg de les fronteres occidentals de Monmouthshire amb Brecknockshire i Glamorgan, Newport, i altres parts industrialitzades del que en general seria considerat com South Wales, a Anglaterra.
L'Encyclopædia Britannica (edició de 1911) va descriure inequívocament el comtat com a part d'Anglaterra, però va assenyalar que "cada vegada que una llei […] està destinada a aplicar-se només a [Gal·les], aleshores Gal·les sempre està unit a Monmouthshire". Algunes legislacions i decisions governamentals del Regne Unit, com ara l'establiment d'una "Comissió Reial sobre monuments antics i històrics a Gal·les i Monmouthshire" el 1908, es van referir al "País de Gal·les i Monmouthshire", de manera que va ser tractat com un amb Gal·les i no com a part legal de Gal·les. L'estatut del comtat va continuar sent una qüestió de debat al Parlament, especialment a mesura que el nacionalisme gal·lès i la devolució van pujar a l'agenda política del segle xx. El 1921, l'àrea es va incloure dins de l'Església a Gal·les. El Welsh Office, establert el 1966, va incloure Monmouthshire dins del seu domini, i el 1969, George Thomas, Secretari d'Estat per a Gal·les, va proposar incorporar plenament Monmouthshire a Gal·les. Finalment, la qüestió va quedar aclarida per llei per la Llei de govern local de 1972, que estableix que "en tots els actes aprovats a partir de l'1 d'abril de 1974 i en tots els instruments realitzats en o després d'aquesta data sota qualsevol promulgació (abans, després o després d'aquesta data) "Gal·les", subjecte a qualsevol modificació dels límits ... "inclou "el comtat administratiu de Monmouthshire i el comtat de Newport ". La frontera legal entre Anglaterra i Gal·les, per tant, passa pels límits orientals de Monmouthshire amb Herefordshire i Gloucestershire, essencialment al llarg del riu Monnow i el riu Wye.

## La frontera avui

Mapa mostrant la proporció de parlants de gal·lès a Gal·les, que mostra les proporcions relativament més baixes a les zones properes a la frontera amb més llarga història d'assentament i influència anglesa.

La primera legislació que s'aplica exclusivament a Gal·les des del segle xvi va ser aprovada el 1881. Posteriorment, la frontera entre Anglaterra i Gal·les ha assumit una creixent importància jurídica i política. El 1964 es va establir un departament d'Estat per a Gal·les, el Welsh Office, que va assumir un rang creixent de responsabilitats administratives de Whitehall. Pel 1992, el Welsh Office supervisava supervisar habitatge, govern local, carreteres, edificis històrics, salut, educació, desenvolupament econòmic, política agrícola, pesca i regeneració urbana, encara que la mesura en què podia ser autònom d'Anglaterra en política pública és una qüestió de debat.
L'establiment de la devolució de govern a Gal·les a través de l'Assemblea Nacional de Gal·les, creada el 1999, ha generat una divergència entre Anglaterra i Gal·les sobre algunes polítiques governamentals. Una d'aquestes és el fet que càrrecs per a prescripcions van ser abolides a Gal·les el 2007. En 2008 residents de la vila d'Audlem (Cheshire), a 14 kilòmetres de la frontera, "votaren" per formar part de Gal·les en el que originalment era una votació de broma. Alguns residents van intentar formular un cas per garantir-se els beneficis de Gal·les, com ara l'estacionament hospitalari gratuït i les receptes. La frontera actual es troba entre la ciutat de Knighton i la seva estació de ferrocarril, i divideix el llogaret de Llanymynech on un pub travessa a la línia. Knighton és l'única ciutat que pot afirmar estar a la frontera i també a la muralla d'Offa. Les fronteres postals i eclesiàstiques es troben en llocs lleugerament diferents, per exemple, el poble de Chirbury a Shropshire té Montgomery com a localitat postal i la ciutat gal·lesa de Presteigne es troba a la diòcesi anglesa de Hereford.

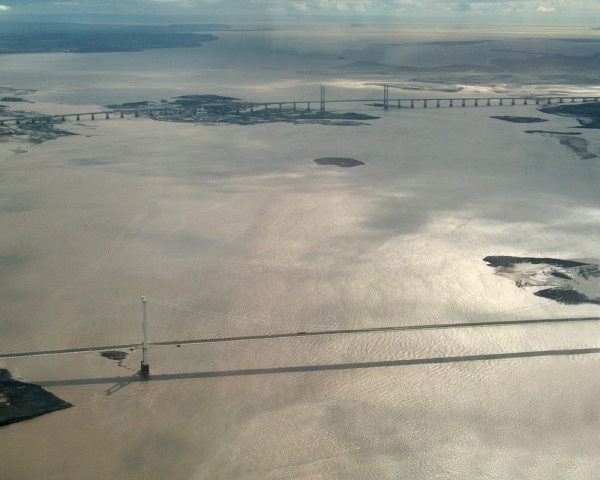
Mirant al sud-oest al Canal de Bristol – el Segon Pont sobre el Severn es troba a la distància; l'original Pont del Severn es troba en primer pla, amb Anglaterra a l'esquerra i Gal·les a la dreta de la imatge

Els enllaços de carreteres principals a la frontera del sud estan a través de la M4 al Segon Pont sobre el Severn i la M48 al pont del Severn. S'ha de pagar un peatge en ambdues autopistes, quan viatgen des d'Anglaterra cap a Gal·les. La contínua existència i la mida d'aquests peatges, establerts per la legislació i revisats anualment, és una qüestió contenciosa; algunes empreses i polítics del sud de Gal·les argumenten que afecta el creixement de l'economia de Gal·les.
Es va posar en marxa un concurs el 2005 per dissenyar una o més imatges icòniques noves, en la mateixa línia que l'"Angel of the North", que se situarà a les fronteres de Gal·les. Això va ser conegut com el projecte "Landmark Wales", i es va presentar una breu llista de 15 propostes el 2007. <tanmsteix la proposta es va deixar de banda després que no va rebre finançament de la Lottery.

## Topònims
En general, es poden trobar topònims d'origen gal·lès a l'oest de la frontera, i d'origen anglès a l'est. Tanmateix, es poden trobar molts noms històricament gal·lesos a l'est de la frontera, particularment al voltant d'Oswestry al nord de Shropshire, com Gobowen; al sud de Shropshire, com Clun; i al sud de Herefordshire, com Kilpeck i Pontrilas. La majoria d'aquestes àrees no van ser incorporades íntegrament a Anglaterra fins al segle xvi, i encara hi vivien parlants nadius gal·lesos fins a almenys el segle xix. De la mateixa manera, els noms de llocs d'origen anglès es poden trobar a la banda gal·lesa de la frontera on hi havia establiments mercians i normands, particularment al nord-est, com Flint, Wrexham i Prestatyn; a English Maelor, com Overton; al centre de Powys, com Newtown i Knighton; al sud de Pembrokeshire and Gower; i al sud-est de Monmouthshire, com Chepstow i Shirenewton.